# 夕風ブレンド
『夕風ブレンド』（ゆうかぜブレンド）は、スキマスイッチの3枚目のオリジナルアルバム。

## 解説
- 初回生産限定盤・通常盤の2種同時発売。初回盤にはDVDが付属されている。また、紙ジャケット仕様。
- 初回生産限定盤には、9thシングル「アカツキの詩」との連動抽選特典が封入。
- 発売を記念して、1stアルバム『夏雲ノイズ』・2ndアルバム『空創クリップ』のDVD付き紙ジャケット仕様盤が復刻された（ただし、収録曲は現行盤と同じ）。2018年のユニバーサルミュージック移籍時に「スキマスイッチ」までのアルバムと一緒に再発されている
- 表紙のイラストは塩田雅紀が手がけたもの。
- 常田はリリース時のインタビューで「1stから3rdアルバムで三部作と考えていた」と語っている[1]。
- また、後のインタビューでは『ガラナ』でオリコン1位を獲得したことで、事務所からの本作へのプレッシャーが強くなっていたことを明かしている[2]。

## 収録曲
CD
| 全作詞・作曲: スキマスイッチ。 |                                  |                |                |      |
| #                              | タイトル                         | 作詞           | 作曲・編曲     | 時間 |
| 1.                             | 「藍」                           | スキマスイッチ | スキマスイッチ | 3:57 |
| 2.                             | 「ガラナ（album ver.）」         | スキマスイッチ | スキマスイッチ | 4:25 |
| 3.                             | 「スフィアの羽根（album ver.）」 | スキマスイッチ | スキマスイッチ | 4:40 |
| 4.                             | 「惑星タイマー（album ver.）」   | スキマスイッチ | スキマスイッチ | 5:11 |
| 5.                             | 「月見ヶ丘」                     | スキマスイッチ | スキマスイッチ | 2:43 |
| 6.                             | 「空創トリップ」                 | スキマスイッチ | スキマスイッチ | 1:29 |
| 7.                             | 「ボクノート」                   | スキマスイッチ | スキマスイッチ | 5:38 |
| 8.                             | 「ズラチナルーカ」               | スキマスイッチ | スキマスイッチ | 5:17 |
| 9.                             | 「糸ノ意図」                     | スキマスイッチ | スキマスイッチ | 4:07 |
| 10.                            | 「アカツキの詩（album ver.）」   | スキマスイッチ | スキマスイッチ | 4:45 |
| 11.                            | 「アーセンの憂鬱」               | スキマスイッチ | スキマスイッチ | 4:15 |
| 12.                            | 「願い言」                       | スキマスイッチ | スキマスイッチ | 5:11 |
| 13.                            | 「1+1」                          | スキマスイッチ | スキマスイッチ | 3:11 |
| 合計時間:                      | 合計時間:                        | 54:49          |                |      |

## 楽曲解説
1. 藍
  - 大橋が何気なくピアノを弾いていたときに浮かんだフレーズを基に作られた楽曲[2]。
  - 大橋の作った曲と歌詞があまりにも素晴らしくアレンジで手を加える余地がほとんどなかったため、常田は「挫折を味わった楽曲」と語っている[2]。
  - また、常田は「（アレンジで）何かやらなきゃと思っていた」ところから、「（必ずしも）そうじゃないんじゃないかって思ってきた曲」とも語っている[2]。
  - 1曲目には「手触りの良いバラードを」と考えていた中で、「願い言」のデモが出来上がったものの楽曲の雰囲気が終盤のイメージであったことから、新たに1曲目として制作された。よってデモのタイトルは「M-1」[3]。
  - 後のインタビューで大橋は、サビの「もう嫌になるよ」の部分は中村一義をイメージして歌っていたことを明かしている[2]。
  - 2012年に実施された、5thアルバム『musium』までの楽曲を対象としたファン投票で2位となり、『DOUBLES BEST』に収録された。
  - 20周年記念のベストアルバム『POPMAN'S WORLD -Second-』には、「藍 ～僕たちの色彩～」として亀田誠治のプロデュースによるリアレンジバージョンが収録されている[4]。
2. ガラナ（album ver.）
  - 8thシングルのアルバム・バージョン
  - 最後にピアノの演奏が追加されて「スフィアの羽根」へと続く。
3. スフィアの羽根（album ver.）
  - 8thシングル「ガラナ」カップリングのアルバム・バージョン
  - 最初の一音のみ原曲と音程が違い、最後に30秒程のオーケストラ演奏が追加されて「惑星タイマー」へと続く。
4. 惑星タイマー（album ver.）
  - 自身が所属するユニット福耳に提供した楽曲をオーケストラバージョンでセルフカバー。
  - 30人編成のオーケストラを招いてレコーディングされた[2]。
  - デモテープの段階に近いアレンジで、福耳でリリースしたアレンジとは大きく異なる。
5. 月見ヶ丘
  - カントリー調の楽曲[2]。
  - コーラスで小田和正が参加している[2]。
  - 小田の提案で、大橋と小田が同時に1つのマイクでコーラスのレコーディングを行った[2]。
  - 「James Taylorの爪弾いている感じの曲があったらいいな」と考え作られた楽曲[2]。
  - 「サラッと聴けるけど音楽的にはかなり高いところまで行けた」と語っている。
6. 空創トリップ
  - インストゥルメンタルの楽曲。
  - 「スキマスイッチ TOUR '06 “空創トリップ”」のオープニング曲[2]。
  - ツアーでは打ち込みの音源を流していたが、本作への収録に伴い生音でレコーディングし直した[2]。
  - ツアーのセットリストに倣い、ボクノートの前のトラックとなった[2]。
7. ボクノート
  - 7thシングル
8. ズラチナルーカ
  - 原曲自体はリリースの4年前から存在していたが、なかなか形にできなかったという楽曲。
  - 大橋曰く「四畳半ロック」な楽曲。「自分には作れない世界観」と語っている[5]。
  - また、大橋は「シンタワールド」な楽曲とも表現している[2]。
  - 常田が読んだ「ユーゴスラビアの崩壊に関する本からインスピレーションを受けている[2]。
  - 「打ち込みっぽい感じを生でやる」というのがテーマであり、常田はピアノのリフが気に入っているという。
  - 常田が作ったデモを基に制作された[5]。
  - 常田が作ったデモは同じフレーズの繰り返しであったが、大橋のアイデアでサビに展開を持たせることとなった[2]。
  - タイトルは、セルビア語で「空を漂う物」「空港」など空にまつわるものを指す[1]。
  - デモのタイトルは「光の中へ」
9. 糸ノ意図
  - 歌詞の原案は芥川龍之介の「蜘蛛の糸」。
  - サビの「カンタンダ」がカタカナなのは、「蜘蛛の糸」の主人公「カンタダ」からきている。
  - 歌詞は常田、曲は大橋が担当している。
  - 後のインタビューで大橋は、（歌詞が暗いのに対し）「背中を押す系の明るい楽曲」になると想像していたために明るい曲調になってしまったことを明かしている。
  - 「イントロ・間奏・アウトロが同じ」であることに拘って制作された。当時常田はこの構成を「素晴らしき日々進行」と名付けていた。
  - レミオロメンの前田啓介とアンダーグラフの谷口奈穂子が参加している。
10. アカツキの詩（album ver.）
  - 9thシングルのアルバム・バージョン
  - もともとはこのバージョンが先に作成された。
  - 曲の最後が、シングルとは大きく異なり、曲の最初のギターの演奏も微妙に違っている。
  - 20周年記念のベストアルバム『POPMAN'S WORLD -Second-』にはこのバージョンが収録されている。
11. アーセンの憂鬱
  - 仮タイトルは「ファンキーさん」[2]。
  - ギターのカッティングは山崎まさよしの影響を受けたもの[2]。
  - タイトルの「アーセン」はアルザス語でフランス語の「アルセーヌ」にあたる。
  - 泥棒が主人公の曲。
  - 「ステージで歌って、リズム・言葉の乗せ方も熟した状態でレコーディングしたらどうなるか?」という意図もあったが、上手くいったという。
  - 『TOUR'06 “空創トリップ”』で一足早く演奏された。
  - 20周年記念のベストアルバム『POPMAN'S WORLD -Second-』のDisc2「TKY selection」に収録されている。アルバムの中のファンキーセクションとして収録された[6]。
12. 願い言
  - もともと1曲目として大橋が制作した楽曲。しかし、雰囲気が終盤のイメージであったことから、この位置となった[3]。
  - デモのタイトルはリズムから「三連」[3]。
  - 大橋のこの曲に対するイメージは「アメリカン・バラッド」。
13. 1+1
  - 大橋の歌と常田のピアノによる一発録り。

## 初回特典DVD収録内容
1. 「ボクノート」 Video Clip[7]

1. 「ガラナ」 Video Clip[7]
2. 「アカツキの詩」 Video Clip (album version)[7]
3. アルバム・メイキング映像 「メイキング・オブ・夕風ブレンド」[7]
4. 44番勝負[7]

## 参加ミュージシャン
1. 藍
  - 大橋卓弥：Vocal, Chorus, Acoustic Guitar
  - 常田真太郎：Piano, Other Instruments, Treatments
  - 沖山優司：Bass
  - 松永俊弥：Drums
  - 弦一徹ストリングス：Strings
2. ガラナ (album ver.)
  - 大橋卓弥：Vocal, Chorus, Acoustic Guitar
  - 常田真太郎：Piano, Other Instruments, Treatments
  - 小倉博和：Electric Guitar
  - 沖山優司：Bass
  - 河村“カースケ”智康：Drums
  - 三沢またろう：Percussion
  - 弦一徹ストリングス：Strings
3. スフィアの羽根 (album ver.)
  - 大橋卓弥：Vocal, Chorus
  - 常田真太郎：Piano, Other Instruments, Treatments
  - 佐橋佳幸：Acoustic Guitar, Electric Guitar
  - 根岸孝旨：Bass
  - あらきゆうこ (mi-gu)：Drums
  - 三沢またろう：Percussion
  - 岩永知樹：Cello
4. 惑星タイマー (album ver.)
  - 大橋卓弥：Vocal
  - 常田真太郎：Piano
  - 蓜島公二：Conductor
  - 大石真理恵：Stand Cymbal
  - 藤井珠緒：Timpani
  - 藤田乙比古, 萩原顕彰, 木原英土：Horn
  - 弦一徹ストリングス：Strings
5. 月見ヶ丘
  - 大橋卓弥：Vocal, Chorus, Acoustic Guitar
  - 常田真太郎：Piano, Treatments
  - 小田和正：Chorus, Chorus Arrange
  - 佐橋佳幸：Acoustic Guitar
  - 松原秀樹：Bass
  - 林立夫：Drums
  - 三沢またろう：Percussion
6. 空創トリップ
  - 常田真太郎：Piano
  - 弦一徹ストリングス：Strings
7. ボクノート
  - 大橋卓弥：Vocal, Chorus
  - 常田真太郎：Piano, Other Instruments, Treatments
  - 佐橋佳幸：Acoustic Guitar, Pedal Steel
  - 沖山優司：Bass
  - 松永俊弥：Drums
  - 若森さちこ：Percussion
  - 金原千恵子ストリングス：Strings
8. ズラチナルーカ
  - 大橋卓弥：Vocal, Chorus
  - 常田真太郎：Piano, Other Instruments, Treatments
  - 佐橋佳幸：Acoustic Guitar, Electric Guitar
  - 沖山優司：Bass
  - 河村“カースケ”智康：Drums
  - 若森さちこ：Percussion
9. 糸ノ意図
  - 大橋卓弥：Vocal, Chorus, Acoustic Guitar
  - 常田真太郎：Piano, Other Instruments, Treatments
  - 新井“ラーメン”健：Acoustic Guitar
  - 前田啓介（レミオロメン）：Bass
  - 谷口奈穂子（アンダーグラフ）：Drums
  - 若森さちこ：Percussion
  - ※Inspired by『蜘蛛の糸』
10. アカツキの詩 (album ver.)
  - 大橋卓弥：Vocal, Chorus
  - 常田真太郎：Piano, Other Instruments, Treatments
  - 新井“ラーメン”健：Acoustic Guitar
  - 沖山優司：Bass
  - 松永俊弥：Drums
  - 三沢またろう：Percussion
  - 山本拓夫：Flute, Alto Flute
  - 西村浩二：Trumpet
  - 村田陽一：Trombone
  - 弦一徹ストリングス：Strings
11. アーセンの憂鬱
  - 大橋卓弥：Vocal, Chorus, Acoustic Guitar
  - 常田真太郎：Piano, Other Instruments, Treatments
  - 石成正人：Electric Guitar
  - 亀田誠治：Bass
  - 村石雅行：Drums
  - 若森さちこ：Percussion
  - 山本拓夫：Alto Sax
  - 西村浩二：Trumpet
  - 村田陽一：Trombone
12. 願い言
  - 大橋卓弥：Vocal, Chorus, Acoustic Guitar
  - 常田真太郎：Piano, Other Instruments, Treatments
  - 渡辺等：Bass
  - 佐野康夫：Drums
  - 三沢またろう：Percussion
  - 村田陽一：Trombone
  - 弦一徹ストリングス：Strings
13. 1+1
  - 大橋卓弥：Vocal
  - 常田真太郎：Piano

## ライブ映像作品
| 曲名           | 発売年 | 作品名                                                                                            |
| -------------- | ------ | ------------------------------------------------------------------------------------------------- |
| 藍             | 2008年 | スキマスイッチ ARENA TOUR'07 "W-ARENA"THE MOVIE                                                   |
| 藍             | 2010年 | スキマスイッチ TOUR 2010 "LAGRANGIAN POINT"THE MOVIE                                              |
| 藍             | 2012年 | 「山崎まさよし スキマスイッチ 秦 基博 A Night With Strings 〜Featuring 服部隆之〜」 at 日本武道館 |
| 藍             | 2013年 | スキマスイッチ TOUR 2012-2013“DOUBLES ALL JAPAN”THE MOVIE                                         |
| 藍             | 2014年 | スキマスイッチ 10th Anniversary Arena Tour 2013 “POPMAN'S WORLD”THE MOVIE                         |
| 藍             | 2014年 | Sukimaswitch in Augusta Camp 2013                                                                 |
| 藍             | 2018年 | 「Augusta Camp 2017」ライブ映像集                                                                 |
| 藍             | 2019年 | SUKIMASWITCH 15th Anniversary Special at YOKOHAMA ARENA 〜Reversible〜 THE MOVIE                  |
| 藍             | 2020年 | Streaming LIVE "a la carte 2020" 〜実際にやってみた!〜 THE MOVIE                                  |
| 藍             | 2021年 | スキマスイッチ TOUR 2020-2021 Smoothie THE MOVIE                                                  |
| 藍             | 2022年 | スキマスイッチ “Soundtrack” THE MOVIE                                                             |
| 藍             | 2022年 | スキマスイッチ TOUR '07 “夕風トラベル” THE MOVIE                                                  |
| 藍             | 2024年 | スキマスイッチ 20th Anniversary "POPMAN'S WORLD 2023 Premium" THE MOVIE 〜HOBO KANZENBAN〜        |
| 藍             | 2024年 | A museMentally Blu-ray                                                                            |
| 藍             | 2024年 | Augusta Camp 2023 〜SUKIMASWITCH 20th Anniversary〜                                               |
| ガラナ         | -      | →「 ガラナ#ライブ映像作品 」を参照                                                                |
| スフィアの羽根 | -      | →「 スフィアの羽根#ライブ映像作品 」を参照                                                        |
| 惑星タイマー   | -      | →「 惑星タイマー#ライブ映像作品 」を参照                                                          |
| 月見ヶ丘       | 2022年 | スキマスイッチ “Soundtrack” THE MOVIE                                                             |
| 月見ヶ丘       | 2022年 | スキマスイッチ TOUR '07 “夕風トラベル” THE MOVIE                                                  |
| 空創トリップ   | 2022年 | スキマスイッチ TOUR '06 “空創トリップ” THE MOVIE                                                  |
| ボクノート     | -      | →「 ボクノート#ライブ映像作品 」を参照                                                            |
| ズラチナルーカ | 2008年 | スキマスイッチ ARENA TOUR'07 "W-ARENA"THE MOVIE                                                   |
| ズラチナルーカ | 2012年 | スキマスイッチ TOUR 2012 “musium” THE MOVIE                                                       |
| ズラチナルーカ | 2017年 | SUKIMASWITCH TOUR 2017 “re:Action”THE MOVIE for DELUXE                                            |
| ズラチナルーカ | 2020年 | スキマスイッチ TOUR 2019-2020 POPMAN'S CARNIVAL vol.2                                             |
| ズラチナルーカ | 2022年 | スキマスイッチ TOUR '07 “夕風トラベル” THE MOVIE                                                  |
| 糸ノ意図       | 2009年 | SUKIMASWITCH TOUR'09 "DOUBLES" LIVE DVD                                                           |
| 糸ノ意図       | 2012年 | スキマスイッチ TOUR 2012 “musium” THE MOVIE                                                       |
| 糸ノ意図       | 2015年 | sukimaswitch official fan club DELUXE FAN CLUB EVENT TOUR 「V.I.P. Vol.3」                        |
| 糸ノ意図       | 2019年 | SUKIMASWITCH TOUR 2018 "ALGOrhythm" THE MOVIE                                                     |
| 糸ノ意図       | 2022年 | スキマスイッチ TOUR '07 “夕風トラベル” THE MOVIE                                                  |
| アカツキの詩   | -      | →「 アカツキの詩#ライブ映像作品 」を参照                                                          |
| アーセンの憂鬱 | 2008年 | スキマスイッチ ARENA TOUR'07 "W-ARENA"THE MOVIE                                                   |
| アーセンの憂鬱 | 2015年 | sukimaswitch official fan club DELUXE FAN CLUB EVENT TOUR 「V.I.P. Vol.2」                        |
| アーセンの憂鬱 | 2015年 | sukimaswitch official fan club DELUXE FAN CLUB EVENT TOUR 「V.I.P. Vol.3」                        |
| アーセンの憂鬱 | 2020年 | Streaming LIVE "a la carte 2020" 〜実際にやってみた!〜 THE MOVIE                                  |
| アーセンの憂鬱 | 2022年 | スキマスイッチ TOUR '07 “夕風トラベル” THE MOVIE                                                  |
| アーセンの憂鬱 | 2023年 | DELUXE FAN CLUB EVENT TOUR V.I.P. Vol.4                                                           |
| 願い言         | 2008年 | スキマスイッチ ARENA TOUR'07 "W-ARENA"THE MOVIE                                                   |
| 願い言         | 2012年 | スキマスイッチ TOUR 2012 “musium” THE MOVIE                                                       |
| 願い言         | 2014年 | スキマスイッチ 10th Anniversary “Symphonic Sound of SukimaSwitch” THE MOVIE                       |
| 願い言         | 2015年 | sukimaswitch official fan club DELUXE FAN CLUB EVENT TOUR 「V.I.P. Vol.2」                        |
| 願い言         | 2015年 | スキマスイッチ TOUR 2015 “SUKIMASWITCH”-SPECIAL-THE MOVIE                                         |
| 願い言         | 2021年 | スキマスイッチ TOUR 2020-2021 Smoothie THE MOVIE                                                  |
| 願い言         | 2022年 | スキマスイッチ TOUR '07 “夕風トラベル” THE MOVIE                                                  |
| 1+1            | 2016年 | スキマスイッチ TOUR 2016 “POPMAN'S CARNIVAL” THE MOVIE                                            |
| 1+1            | 2022年 | スキマスイッチ TOUR '07 “夕風トラベル” THE MOVIE                                                  |

## 他のアルバムへの収録
| 曲名           | 発売年 | 作品名                                                                 | 分類             |
| -------------- | ------ | ---------------------------------------------------------------------- | ---------------- |
| 藍             | 2008年 | スキマスイッチ ARENA TOUR'07 "W-ARENA"                                 | ライブ           |
| 藍             | 2010年 | スキマスイッチ TOUR 2010 "LAGRANGIAN POINT"                            | ライブ           |
| 藍             | 2012年 | DOUBLES BEST                                                           | ベスト           |
| 藍             | 2013年 | POPMAN'S WORLD〜All Time Best 2003-2013〜                              | ベスト           |
| 藍             | 2013年 | スキマスイッチ TOUR 2012-2013“DOUBLES ALL JAPAN”                       | ライブ           |
| 藍             | 2014年 | スキマスイッチ 10th Anniversary Arena Tour 2013 “POPMAN'S WORLD”       | ライブ           |
| 藍             | 2018年 | スキマノハナタバ 〜Love Song Selection〜                               | コンセプト       |
| 藍             | 2019年 | SUKIMASWITCH 15th Anniversary Special at YOKOHAMA ARENA 〜Reversible〜 | ライブ           |
| 藍             | 2023年 | POPMAN'S WORLD -Second-                                                | ベスト           |
| 藍             | 2024年 | Anniversary EP                                                         | 配信・コンセプト |
| 藍             | 2024年 | スキマスイッチ 20th Anniversary "POPMAN'S WORLD 2023 Premium"          | ライブ           |
| ガラナ         | -      | →「 ガラナ#収録アルバム 」を参照                                       | -                |
| スフィアの羽根 | -      | →「 スフィアの羽根#収録アルバム 」を参照                               | -                |
| 惑星タイマー   | -      | →「 惑星タイマー#収録アルバム 」を参照                                 | -                |
| 月見ヶ丘       | 2013年 | スキマスイッチ TOUR 2012-2013“DOUBLES ALL JAPAN”                       | ライブ           |
| 空創トリップ   | -      | -                                                                      | -                |
| ボクノート     | -      | →「 ボクノート#収録アルバム 」を参照                                   | -                |
| ズラチナルーカ | 2008年 | スキマスイッチ ARENA TOUR'07 "W-ARENA"                                 | ライブ           |
| 糸ノ意図       | 2018年 | SUKIMASWITCH TOUR 2018 "ALGOrhythm"                                    | ライブ           |
| アカツキの詩   | -      | →「 アカツキの詩#収録アルバム 」を参照                                 | -                |
| アーセンの憂鬱 | 2008年 | スキマスイッチ ARENA TOUR'07 "W-ARENA"                                 | ライブ           |
| アーセンの憂鬱 | 2023年 | POPMAN'S WORLD -Second-                                                | ベスト           |
| 願い言         | 2008年 | スキマスイッチ ARENA TOUR'07 "W-ARENA"                                 | ライブ           |
| 願い言         | 2012年 | スキマスイッチ TOUR 2012 "musium"                                      | ライブ           |
| 願い言         | 2014年 | スキマスイッチ 10th Anniversary “Symphonic Sound of SukimaSwitch”      | ライブ           |
| 願い言         | 2015年 | スキマスイッチ TOUR 2015 “SUKIMASWITCH”SPECIAL                         | ライブ           |
| 願い言         | 2021年 | スキマスイッチ TOUR 2020-2021 Smoothie                                 | ライブ           |
| 1+1            | 2016年 | スキマスイッチ TOUR 2016 “POPMAN'S CARNIVAL”                           | ライブ           |

## カバー
藍
- Lefty Hand Cream - 2017年11月15日発売のアルバム「Lefty Hand Covars」にてカバー。
- JUJU - 2018年1月24日発売のシングル「東京」および2024年5月29日発売のトリビュート・アルバム『みんなのスキマスイッチ』にてカバー。
- ケーヴァ（CV：城戸香織） - 2021年9月23日発売の配信シングル「藍（Arranged cover）」にてカバー。音楽プロジェクト『AKROGLAM』の楽曲。

1+1
- 徳永英明 - 2024年5月29日発売のトリビュート・アルバム『みんなのスキマスイッチ』にてカバー。